# 張孝威
張孝威（1951年—），男，台北市人，前任TVBS聯利媒體股份有限公司董事長。

## 家族
外高祖父曾國藩。外曾祖母是曾國藩幼女。父張心洽為北洋政府廣西省省長張其鍠之子。張心洽原任職中國銀行，來台後任職臺灣銀行，1963年任中華開發信託公司總經理。

## 經歷
| 年份 | 職務                                             |
| ---- | ------------------------------------------------ |
| 1978 | 花旗銀行台北分行世界企業部副理                   |
| 1981 | 摩根銀行台北分行業務部經理                       |
| 1984 | 交通銀行國外部經理                               |
| 1988 | 交通銀行信託部經理                               |
| 1989 | 大華證券總經理                                   |
| 1992 | 中華開發信託公司總經理                           |
| 1993 | 中華證券投資信託公司董事長                       |
| 1997 | 和信電訊副董事長                                 |
| 1998 | 台積電（TSMC）資深副總暨財務長                   |
| 2003 | 台灣大哥大總經理暨執行長                         |
| 2011 | 台灣固網副董事長                                 |
| 2012 | TVBS董事長                                       |
| 2018 | 出版職場回憶錄「縱有風雨更有晴：張孝威直說直做」 |
| 2019 | 7月1日宣布將於本年9月底自TVBS董事長職位退休      |

## 公益事務
| 年份 | 職務                                       |
| ---- | ------------------------------------------ |
| 1983 | 接任企業界紀念張心洽先生學術基金會董事長   |
| 2001 | 出任竹科廣播公司（IC之音）董事長           |
| 2004 | 接任華頓基金會董事長                       |
| 2006 | 當選亞太商工總會（CACCI）會長（2006-2010） |
| 2014 | 當選中華民國艾森豪獎金會會長               |

## 榮獲獎項
| 年份 | 獎項                                                                         |
| ---- | ---------------------------------------------------------------------------- |
| 1998 | 華頓校友會美國總會頒「傑出貢獻獎」                                           |
| 2000 | 亞洲《財務長》雜誌（CFO Asia）首屆「Achievement in Best Practice Award」     |
| 2001 | 《亞洲財金》雜誌（Finance Asia）「Top ten CFO in Asia / Best CFO in Taiwan」 |
| 2001 | 《投資人關係》雜誌（IR Magazine）Best IR officer獎                           |
| 2002 | 《亞洲財金》雜誌（Finance Asia）「Best CFO in Taiwan」                       |
| 2003 | 《亞洲財金》雜誌（Finance Asia）「Best CFO in Taiwan」                       |
| 2004 | 艾森豪獎                                                                     |
| 2006 | 《中國時報》第四屆台灣企業獎「傑出管理人獎」                                 |
| 2008 | CFA Taiwan Society「卓越貢獻獎」                                             |
| 2009 | 安永會計師事務所「標竿創業家」獎                                             |
| 2016 | 美國花旗銀行總部頒「傑出校友獎」                                             |
| 2019 | 《遠見雜誌》傑出領袖獎                                                       |

## 推動企業社會責任
在台灣大哥大任職總經理時期，張孝威以「永續經營」的觀念出發，希望把公司推向成為世界級的企業，在公司治理上及經營上有鮮明的企業文化
從2003年進入台灣大哥大，在經過一年多時間的魄力改革，2004年9月，台灣大哥大被《歐元》雜誌（Euromoney）評選為台灣地區「最佳公司治理典範」。
就任TVBS董事長後，於2016年12月21日宣布TVBS家族頻道全面更新頻道新LOGO。
TVBS也積極投入社會責任的倡議行動，宣布正式成立【TVBS信望愛永續基金會】。

## 退休
2019年7月1日，張孝威對TVBS員工發出公開信，表達自己將在同年九月自TVBS董事長一職退休。信中寫著：「推動製播數位化，為全台首家全頻道升級為HD高畫質播出的電視台。各電視台隨後跟進，對有線電視產業數位化有卓著的貢獻。二、於週一至週五黃金時段推出國際新聞深度報導節目《Focus全球新聞》 ，如今已是家諭戶曉。三、延續新聞台的龍頭地位，過去兩年連續獲英國牛津大學與路透新聞研究學會的調查，評為最具公信力的新聞頻道。四、推出開台以來首部自製八點檔日播劇《女兵日記》，收視率一舉破二，震驚業界。TVBS多年來首度躋身至綜合台前五名。五、成立新媒體事業部，產生的營收已超越業務總營收的一成以上。」
張孝威擔任TVBS董事長7年，秉持「新聞中立」原則，讓TVBS的新聞品牌持續在業界保住龍頭的地位。縱然2018年底，全台颳起韓國瑜旋風，讓中天新聞台的收視率屢次超越TVBS，成為全台第一。但媒體評價「TVBS長年靠55頻道的新聞台撐起超過70%以上的獲利，乃由於新聞公信力才是它獲利的核心，絕對不是只有收視率第一名而已，張孝威7年來沒有丟掉這項品牌價值。」其次，張孝威任內，挖來有台灣戲劇之神之稱的前民視總經理陳剛信，投資TVBS在42頻道的自製八點檔，拿下穩定的戲劇第三名，屢創TVBS開台來最高收視率成績，7月還慶祝收視率破3，進逼前兩名的民視、三立。這件投資眼光對張孝威來說，已經記錄了他在媒體界的歷史定位。
張孝威接掌TVBS後，為了找回觀眾、深耕品牌，射出三支箭。一是黃金時段開闢《Focus全球新聞》，初期雖慘澹經營，但贏得知識分子成為忠實觀眾；第二支箭，重新調整政論節目，延攬到知名主持人趙少康，讓收視持續攀高；第三支箭是將《地球黃金線》大改版，主持人蘇宗怡接棒後，鞏固品牌價值外，還吸引不少男性觀眾。張孝威任內最自豪的，是完成TVBS的股權移轉，讓TVBS成為100%的台資企業，金融業的背景，讓張孝威對紀律十分重視，也要求新聞部必須訂定KPI，但不管KPI的具體內容，也不干涉新聞部原來的管理方式，TVBS新聞部總監詹怡宜表示：「他有一個領導的遠見和大方向，但不會在枝節上要求。」獨特的領導風格與對電視產業的卓著貢獻，讓張孝威退休後，於2019年10月，獲得了《遠見雜誌》所頒發的《傑出領袖獎》。